# Карамхудоев, Бахтулджамол
Бахтулджамол Карамхудоев (тадж. Бахтулҷамол Карамхудоев, 12 февраля 1919, Хорог, Хорогский район, Ферганская область, Туркестанская АССР, РСФСР — 12 ноября 1990, Хорог, Таджикская ССР, СССР) — советский, таджикский актёр театра и кино, режиссёр, Заслуженный артист Таджикской ССР (1946), Народный артист Таджикской ССР (1962), главный режиссёр Государственного музыкально-драматического театра имени Рудаки в Хороге (1961—1974), кавалер ордена «Знак Почёта» и ордена Трудового Красного Знамени.

## Биография
Карамхудоев Бахтулджамол родился 12 февраля 1919 года в Хороге (ныне областной центр Горно-Бадахшанской автономной области (ГБАО) Республики Таджикистан), на Памире в составе Туркестанской АССР РСФСР, в семье Ельчибекова Карамхудо (1896—1938) — советского военного, государственного деятеля, одного из активных борцов за установление Советской власти в Таджикистане.
Б. Карамхудоев в 1932 году в Хороге АОГБ окончил семилетнюю школу, осенью того же года поступил в Хорогское педагогическое училище. После окончания Педучилища Хорога (1933—1936), осенью 1936 года поступил в Таджикский государственный медицинский институт в г. Сталинабаде, но в скором времени по рекомендации отца ему пришлось прервать учёбу (в это время в городе производятся аресты многих партийных и государственных деятелей, в декабре 1937 года и отец Бахтулджамола Карамхудо Ельчибеков будет арестован и в 1938 году расстрелян), возвращается в Хорог, работает учителем начальной школы.
В 1936 году на Крыше Мира с представлением пьесы «Дохунда» был открыт первый профессиональный театр Памира, где тогда первоначально сплотились 18 лучших талантов творчества: Н. Одинаев, М. Гуленов, С. Давлатова, Б. Шоджонова, К. Ноёбшоев, Н. Курбонасейнов и Б. Карамхудоев в том числе, большинство из которых впоследствии стали обладателями государственного звания Заслуженный артист Таджикской ССР. В 1940 году при театре создаётся детский этнографический ансамбль «Памир», где с активным участием Бахтулджамола в апреле 1941 года ансамбль с огромным успехом выступил в дни первой Декады таджикской литературы и искусства в Москве. Последующие годы Бахтулджамол целиком себя посвятил драматическому искусству, изучал все нюансы этого направления. Талантливый актёр воплощал в себе все образы 45 сыгранных ролей, старался на сцене сыграть образ каждого героя не только внешне, но и внутренне:

На дореволюционном Памире не каждому было дано стать гафизом-народным певцом, отбор проходили только те, кто обладал уникальным талантом. Гафиз должен был быть непревзойденным музыкантом, уметь играть на всех народных инструментах, должен был, сидя перед признанным гафизом, ночь напролёт петь, повтор мелодии и песни заново строго-настрого был запрещён. Всё это вдобавок требовало знать наизусть много газелей. В горном крае семь месяцев работали, пять — сидели без дела из-за тяжёлых, суровых климатических условий для человека, и в этот период сочиняли музыку, выучивали текст и пели. Будущий творчески одарённый актёр Бахтулджамол Карамхудоев прошёл все эти сложные экзамены у деда Додихудо (Додо Худо Кадам Шо-Заде или Кадамшоев Додихудо — дед по линии матери) — непревзойдённого певца и музыканта своего времени на Памире. Каждый раз исполнение народных игр — «Бобо пирак» (Старый дедок), «Шамшербозй» (Пляска с саблями), «Бозии кабутарак» (Кувырок голубя) — вызывало радостный возглас: «Этот мальчик превзойдет деда!» Однажды, когда дед Додихудо почувствовал, что дни его сочтены, то позвал к себе и передал внуку свой рубаб, доставшийся ему от отца на память. Бахтулджамол, взяв рубаб в руки, пропустил через себя мысль — тадж. «то зиндаам бо ин рубоб ба санъат хизмат мекунам»: "пока жив, буду служить искусству.
— 
В 1965 году Бахтулджамол был на высоком творческом подъёме, к этому времени уже сыграл свыше тридцати пяти драматических, трагических и романтических ролей на сцене Музыкально-драматического театра имени Рудаки в г. Хороге, которые пользовались большим успехом у зрителей в Горном Бадахшане — Таджикистане. В частности, его лучшие сыгранные роли:
- «Золотой кишлак» (тадж. Султонбек, «Қишлоқи тиллоӣ», 1942) — М. Миршакар,
- «Майсара» (тадж. Муллорузӣ, «Майсара») — К. Яшин,
- «Коварство и любовь» (тадж. Миллер, «Макр ва муҳаббат») — Шиллер.
- «Аршин Мал-Алан» (тадж. Сулаймон, «Оршин мололон») — Гаджибеков.
- «Проделки Скапена» (тадж. Скопен, «Найрангҳои Скопен») — Мольер[2][5].

Начиная с 1944 года начал себя посвящать режиссёрской работе, осуществил ряд новых постановочных работ на сцене: «Золотой кишлак» = «Қишлоқи тиллоӣ» — М. Миршакар; «За вторым фронтом» = «Дар паси фронти дуюум» — Собко; «Южнее 38-й параллели» = «Параллели 38-ум» — Тхай Дян Чун и другие работы вошли в их число. За период своей творческой деятельности режиссером-постановщиком, а затем главным режиссером Музыкально-драматического театра имени Рудаки в Хороге, он поставил 48 спектаклей. Карамхудоев проявил себя не только незаурядным театральным режиссёром и актёром, но и талантливым постановщиком 50-ти национальных плясок и воспитателем новой тогда молодой творческой плеяды: Гурминч Завкибеков (1929—2003), Мусофиршо Маликов (1934—1993), Мирзоазиз Мамадазизов, которые явились учениками Карамхудоева и гордились им — своим наставником.
Бахтулджамол Карамхудоев — актёр-артист театра (1941—1961), одновременно режиссёр (1944—1961), главный режиссёр Государственного музыкально-драматического театра имени Рудаки в Хороге (1961—1974), Заслуженный артист Таджикской ССР (1946), Народный артист Таджикской ССР (1962), скончался 12 ноября 1990 года на 72 году жизни в городе Хороге.

## Общественная деятельность
Избирался:
- депутатом Хорогского городского Совета депутатов трудящихся и Горно-Бадахшанского областного Совета депутатов трудящихся ГБАО[2].

## Награды и звания
- Орден «Знак Почёта» (1950),
- Медаль «За трудовую доблесть» (1954)[9];
- Орден Трудового Красного Знамени (1957),
- Медаль «За доблестный труд в Великой Отечественной войне 1941—1945 гг.» (1945)
- Медаль «В ознаменование 100-летия со дня рождения Владимира Ильича Ленина» (1970),
- Медаль «Ветеран труда» (1986),
- Грамота Президиума Верховного Совета Таджикской ССР (1965),
- Заслуженный артист Таджикской ССР (1946),
- Народный артист Таджикской ССР (1962)[2][3][4][6].

## Семья
- Отец — Ельчибеков Карамхудо (1896—1938) — советский, таджикский военный и государственный деятель, уполномоченный КК на Памире, член Памирского областного революционного комитета (1924—1925), уполномоченный Народного комиссариата внутренней торговли на Памире (1925—1926), нарком здравоохранения СНК Таджикской АССР (1926), управляющий Таджикской конторой Сельхозбанка СССР (1926—1928), один из основателей Советской власти в Таджикистане, член ВКП(б) с 1922 года[10][11].
- Мать — Додихудоева Певистамо (1900—1953) — колхозница колхоза им. Сталина в Хороге, её брат — Додихудоев Кадамшо (1902—1973) — советский военный и государственный деятель, 1-й секретарь Бартангского райкома КП(б) Таджикистана (1932—1933), председатель Исполкома Шугнанского волостного Совета АОГБ (1930—1932), зав хозяйственным отделом Облисполкома АОГБ (1929—1930), председатель колхоза им. Сталина в Хороге (1939—1946); мл. сестра — Додихудоева Гулдастамо (1907—1980).
- Брат — Карамхудоев Ельчибек (Юрий) (1937—1986).
- Сёстры: Карамхудоева Савримо (1925—2012), Карамхудоева Джахонамо (1930—2017) и Карамхудоева Бибимо (1935—2018).

Жена — Сафармамадова Зумратмо (1921—2001) — была колхозницей колхоза Шугнан.
Сыновья: Бахтулджамолов Додихудо (тадж. Додихудо Бахтулҷамолов, 1943—1971); Бахтулджамолов Мирзоджамол (тадж. Мирзоҷамол Бахтулҷамолов, 1945—1981); Бахтулджамолов Тошбек (тадж. Тошбек Бахтулҷамолов, 1948—2012); Бахтулджамолов Абдулкамол (тадж. Абдулкамол Бахтулҷамолов, род. 1951); Бахтулджамолов Джовид (тадж. Ҷовид Бахтулҷамолов, род. 1955); Карамхудоев Бахтовар Бахтулджамолович (тадж. Бахтовар Бахтулҷамолов, род. 1961).
Дочери: Бахтулджамолова Саодатмо (тадж. Саодатмо Бахтулҷамолова, 1953—2013) и Карамхудоева Певистамо Бахтулджамоловна (тадж. Певистамо Бахтулҷамолова, 1964—2015).

## Память
В театрах Таджикистана работают актёры с яркими индивидуальностями, различные по творческой манере, но обладающие единым стилем игры. <…> Большой вклад в развитие драматического театра внесли Народный артист СССР М. Касымов и народная артистка Таджикской ССР Г. Бакаева. Среди мастеров театрального искусства (1975): народные артисты СССР А. Бурханов, Н. Н. Волчков, Т. Фазылова, народные артисты Таджикской ССР Б. Алифбекова, М. Вахидов, Т. Гафарова, М. Ибрагимова, Г. Завкибеков, Б. Карамхудоев, <…> С. Шоисмаилова, заслуженные артисты Таджикской ССР Х. Гадоев, М. Исаева, А. Мухаммеджанов.
— Большая Советская Энциклопедия (ТА) » Страница 73
- ТАДЖИКСКИЙ ТЕАТР. Istoriya-Teatra.ru. Дата обращения: 25 сентября 2018. Архивировано 25 сентября 2018 года.:

Среди мастеров Таджикского театра: Народные артисты СССР М. Касымов, Л. Захидова, Т. Фазылова, А. Бурханов, Народные артисты Тадж. ССР X. Рахматуллаев, Г. Валаматзаде, Б. Таджибаева, С. Бандишоева, Заслуженные артисты Тадж. ССР М. Саидов (ум. в 1940), А. Саидов (ум. в 1945), X. Таиров, Ш. Княмов, Б. Карамхудоев, М. Ибрагимова и др.
— Театральная энциклопедия / Глав. ред. П. А. Марков — М.: Советская энциклопедия, 1967. — Т. 5. — С. 1136
- Спектакль «Ташбек и Гулькурбан» = «Тошбек ва Гулькурбон» — М. Миршакар, — Режиссеры: Карамхудоев Б., Суробшоев М.

## Фильмография
- 1979 — Юности первое утро — Наврузбек

### Комментарии
1. ↑  Территория бывшего Туркестанского генерал-губернаторства (после Февральской революции — Туркестанский край), включавшего Закаспийскую, Самаркандскую, Семиреченскую, Сырдарьинскую и Ферганскую области.
2. ↑  Впоследствии на основе этого ансамбля был организован новый ансамбль — ансамбль песни и пляски «Памир» при Государственной филармонии Таджикской ССР в составе 40 человек, его главным руководителем являлся В. С. Смирнов.
3. ↑  В Таджикистане народных певцов называли гафизами, почётное звание «Народный певец (гафиз) Таджикской ССР» установлено в Таджикской ССР 5 февраля 1947 г.